# Bloch Som e Imagem
A Bloch Som e Imagem é uma empresa que vende novelas e demais produções da extinta Rede Manchete. Foi fundada no ano de 1995 por Adolpho Bloch. A função da empresa criada pelo Grupo Bloch, além de cuidar da produção de novelas e dos estúdios onde eram produzidas, era manter os direitos das produções nas mãos dos Bloch caso a Manchete fosse vendida, retomada pelo grupo IBF ou viesse à falência.
Dessa forma, todas as produções realizadas depois de 1995 pela Rede Manchete são de propriedade da Bloch Som e Imagem. Já todas as produções anteriores a 1995, como as novelas Kananga do Japão, Dona Beija, Carmem e Pantanal pertenceram à massa falida da Manchete e foram leiloadas em 2021 pela Justiça para pagamento de dividas.
Esta dificuldade para a venda (através de leilões) não ocorre com as produções feitas depois de 1995, sendo assim já foram vendidas para outros canais de televisão há algum tempo. A Bloch Som e Imagem vendeu uma novela de sua propriedade para o SBT e duas para a Rede Bandeirantes. O SBT adquiriu os direitos de exibição da novela Xica da Silva e a Rede Bandeirantes adquiriu as novelas Tocaia Grande e Mandacaru. A empresa ainda teria em sua posse a novela Brida, porem esta não teve fim.
A TV Globo adquiriu o roteiro da novela Pantanal através de seu autor Benedito Ruy Barbosa. Já o SBT adquiriu os direitos de reexibição das novelas Pantanal, Dona Beija e Ana Raio e Zé Trovão através de um acordo com a produtora JPO, de São Paulo, que alugara as produções junto à massa falida e não através da Bloch Som e Imagem.
Pedro Jack Kapeller, sobrinho de Adolpho Bloch e herdeiro das empresas remanescentes do grupo, faleceu em 7 de maio de 2022 e sua filha Carla Kapeller assumiu o controle da empresa e da Rádio Manchete.